# María Virginia Millán Salmerón
Maria Virginia Millán Salmerón (19 de setembre de 1983) és una exesportista, advocada i política  espanyola, diputada per Sevilla en el  Congrés durant les XI i XII legislatures. Va ser campiona d'Andalusia de natació sincronitzada per equips, i en competició nacional subcampiona d'Espanya i dues vegades medalla de bronze. El 2021 és adjunta al defensor del Poble Andalús.

## Biografia
Va ser esportista professional fins als 18 anys; va resultar cinc vegades campiona d'Andalusia de natació sincronitzada per equips, i en competició nacional subcampiona d'Espanya i dues vegades medalla de bronze.
Es va llicenciar en Dret per la Universitat de Sevilla. Afiliada a Ciutadans, el 2015 va ser escollida després d'un procés de primàries per liderar la llista de Sevilla al Congrés dels Diputats; després de les eleccions generals de 2015 va ser nomenada diputada i reelegida després de les eleccions de 2016. Va ser portaveu de la Comissió de Drets de la Infància i Adolescència i portaveu adjunta de la Comissió Mixta de Relacions amb el Defensor del Poble. També ha estat secretària de Relacions Institucionals de Ciutadans a Andalusia entre el 2015 i el 2019.
De cara a les eleccions generals del 28 d'abril del 2019, va renunciar a concórrer a les primàries com a número u al·legant problemes de salut.
En les eleccions generals d'Espanya de novembre de 2019, Ciutadans va perdre 47 escons a tot Espanya, incloent-hi Sevilla, aconseguint únicament un escó. Això va fer que Salmerón perdés el seu seient al Congrés dels Diputats. Va deixar la seva militància a Ciutadans a finals del 2019. El gener de 2021 va ser nomenada adjunta al defensor del Poble d'Andalusia.